# Ramnagar Bahaur
Ramnagar Bahaur – gaun wikas samiti w środkowej części Nepalu  w strefie Dźanakpur w dystrykcie Sarlahi. Według nepalskiego spisu powszechnego z 2001 roku liczył on 1043 gospodarstw domowych i 5259 mieszkańców (2439 kobiet i 2820 mężczyzn).